# Cilampuyang
Cilampuyang is een bestuurslaag in het regentschap Garut van de provincie West-Java, Indonesië. Cilampuyang telt 5027 inwoners (volkstelling 2010).